# 09/16 2007
09/16 2007 es el segundo EP del artista musical francés Danger. El EP fue lanzado el 30 de marzo de 2009 al mercado. La portada del álbum muestra al supuesto protagonista, portando un arma y herido, y con un fondo industrial y siniestro, mientras camina entre una maleza. Similar a 09/14 2007, este EP contiene cuatro canciones.

## Lista de canciones
| Edición principal |                     |          |  |
| N.º               | Título              | Duración |  |
| 1.                | «88:88»             | 5:39     |  |
| 2.                | «88:88» (EAT Remix) | 7:51     |  |
| 3.                | «00:01» (con Vyle)  | 5:24     |  |
| 4.                | «07:46»             | 5:38     |  |

| Edición para Amazon.com |                        |          |  |
| N.º                     | Título                 | Duración |  |
| 1.                      | «88:88»                | 5:39     |  |
| 2.                      | «00:01» (con Vyle)     | 5:24     |  |
| 3.                      | «07:46»                | 5:38     |  |
| 4.                      | «00:01» (EAT Remix)    | 7:51     |  |
| 5.                      | «88:88» (80kidz Remix) | 5:24     |  |